# Аза ле Ри
Аза ле Ри (фр. Azat-le-Ris) насеље је и општина у централној Француској у региону Лимузен, у департману Горња Вијена која припада префектури Белак.
По подацима из 2005. године у општини је живело 271 становника, а густина насељености је износила 5 становника/km². Општина се простире на површини од 56,22 km². Налази се на средњој надморској висини од 238 метара (максималној 282 m, а минималној 170 m).

## Демографија
| 1962. | 1968. | 1975. | 1982. | 1990. | 1999. | 2011. |
| ----- | ----- | ----- | ----- | ----- | ----- | ----- |
| 611   | 558   | 468   | 381   | 310   | 294   | 261   |

График промене броја становника у току последњих година